# Chrysogrammitis
Chrysogrammitis är ett släkte av stensöteväxter. Chrysogrammitis ingår i familjen Polypodiaceae.
Kladogram enligt Catalogue of Life:
| Chrysogrammitis | \| \| Chrysogrammitis glandulosa \| \| \| \| \| \| Chrysogrammitis musgraviana \| \| \| \| |
|                 | \| \| Chrysogrammitis glandulosa \| \| \| \| \| \| Chrysogrammitis musgraviana \| \| \| \| |
|                 | Chrysogrammitis glandulosa                                                                 |
|                 |                                                                                            |
|                 | Chrysogrammitis musgraviana                                                                |
|                 |                                                                                            |